# 暁の車
「暁の車」（あかつきのくるま）は、FictionJunction YUUKAの3枚目のシングルである。
元はFictionJunction YUUKAのデビュー曲であり、ドラマCD『機動戦士ガンダムSEED SUIT CD vol.4 Miguel Ayman x Nicol Amarfi』に収録されていたが、ファンからの強い要望もあり、シングルカットされることとなった。
2012年10月1日、『機動戦士ガンダムSEED』放送10周年を記念して新バージョン「暁の車 ～ReTracks」がシングルとしてリリースされた。

## 収録曲
1. 暁の車
  - テレビアニメ『機動戦士ガンダムSEED』挿入歌、『機動戦士ガンダムSEED スペシャルエディションII 遥かなる暁』主題歌。
2. 暁の車（piano version）
3. 暁の車（acoustic version）
4. 暁の車（without vocal）

## カヴァー
- 米倉千尋（『泣けるアニソン』収録）[1]
- CAMRY（『EXIT TUNES アニメトランス#4』収録）[2]
- たかはし智秋・今井麻美（『THE IDOLM@STER RADIO 歌道場』収録）[3]
- 玉置成実（『NT GUNDAM COVER』収録）[4]
- 森口博子（2019年9月2日よりAmazonにて配信）